# ノー・スクラブス
「ノー・スクラブス」（No Scrubs）はTLCのシングル。2ndアルバム『クレイジーセクシークール』に次ぐヒット作となった4年半ぶりの3rdアルバム『ファンメール』(FanMail)からの1枚目のシングルで、1999年2月2日に発売された。
「ノー・スクラブス」はビルボード全米ホット・チャートで4週連続1位（1999年4月10日付から）を記録し、TLCにとって3回目の全米ホット・チャート1位獲得曲となった。R&Bチャートでも連続5週間1位（1999年4月10日付から）を記録した。
アルバム『ファンメール』からの先行シングルとして大ヒットとなった「ノー・スクラブス」は、第42回グラミー賞において「最優秀R&Bパフォーマンス賞-デュオ・グループ部門」(Best R&B Performance by a Duo or Group with Vocals)を受賞。1999年度の全米ヒット曲中、第2位の楽曲にもなった。

## 制作・録音
「ノー・スクラブス」の作詞作曲は、ケヴィン・ブリッグス、キャンディ・バーラス、タメカ・タイニー・ハリスが手掛け、プロデュースもケヴィン・ブリッグスが担当した。キャンディ・バーラスとタメカ・タイニー・ハリスは、エクスケイプのメンバーである。
ケヴィン・ブリッグスは、ラ・フェイス・レコードから1997年にリリースされたサム・ソルターのアルバムでミキサー&ラッパーとして参加していた人物。「ノー・スクラブス」の後、同年にはデスティニーズ・チャイルドのシングル「ビルズ・ビルズ・ビルズ」(Bills, Bills, Bills)、「バガブー」(Bug a Boo)も手掛け、新進気鋭のプロデューサーとして注目された。
歌詞の中の「スクラブ」(Scrub)の語は、「自惚れの強い男」を意味し「いつも欲しい物の話ばかりしているくせに、実際には何の行動にも移さないダサい男のあんたには、私の電話番号も教えないし、あんたの電話番号も要らない」といった内容となっている。リード・ボーカルは、従来のT-ボズではなく、チリの担当となった。
録音は、ジョージア州アトランタにあるDARPスタジオ (DARP Studios)で、カールトン・リーン (Carlton Lynn)によって行われた。ミキシングも同スタジオでレスリー・ブラスウェイト (Leslie Brathwaite)が担当し、マスタリングは、ハーブ・パワーズ (Herb Powers)によって行われた。

## レフト・アイの提案
レフト・アイは、曲にラップを加えた方がもっと良くなると考え、エグゼクティブ・プロデューサーのL.A.リードやベイビーフェイスにそのことを強く要望した。そのため、急遽ラップを入れたヴァージョンのレコーディングも行われて、その後にシングルのカップリングやベスト盤などに収録された。
ラッパーでもあるレフト・アイの提案は結果的に功を奏して、ラップ・ヴァージョンの方が通常のものよりも人気が高く、彼女のプロデューサーとしての才能がベイビーフェイスに認められることになった。

## 評価
ケヴィン・ブリッグスの出世作となった「ノー・スクラブス」は、それまでのTLCの既存のイメージを覆すような新しいサウンドに仕上がっており、イントロのアコースティック・ギターのメロディーも、このミッドテンポをベースとする楽曲に深みを加える効果を出していると評価されている。また、チリの色気を増した歌声に成長や努力が感じられるボーカルにもなっている。
R&B評論家の出田圭は、レフト・アイのラップが加わったヴァージョンを、1996年から2000年のR&Bマスターピース・シングルの1曲として挙げている。

## 反響
「ノー・スクラブス」の歌詞は、敏感な男性を怒らせた一面もあり、パロディ・ソングとして、ニューヨークのヒップホップ・グループのスポーティ・シーヴズが男性の視点から対抗する楽曲「ノー・ピジョンズ」(No Pigeons)を1999年5月に発売した。
彼らは、TLCがダサい男を「スクラブ」(Scrub)と呼んだのに対抗し、got more than one baby fatherで、strip all week to go clubbin' な見苦しいbitch(性悪女)を「ハト」(Pigeon)と呼んで、Hittin' you a scrub, call that bitch a Pigeonと歌っている。
スポーティ・シーヴズの「ノー・ピジョンズ」はヒットし、ゴールドディスクとなった。

## トラック・リスト

### CDシングル
| #  | タイトル                                                                     | 作詞 | 作曲・編曲 | 時間 |
| -- | ---------------------------------------------------------------------------- | ---- | ---------- | ---- |
| 1. | 「ノー・スクラブス No Scrubs」(アルバム・ヴァージョン Album Version (Dirty)) |      |            | 3:39 |
| 2. | 「ノー・スクラブス No Scrubs」(インストゥルメンタル Instrumental)            |      |            | 3:37 |

### 12インチ・シングル
| #  | タイトル                                                             | 作詞 | 作曲・編曲 | 時間 |
| -- | -------------------------------------------------------------------- | ---- | ---------- | ---- |
| 1. | 「ノー・スクラブス No Scrubs」(アルバム・ヴァージョン Album Version) |      |            | 3:39 |
| 2. | 「ノー・スクラブス No Scrubs」(ウィズ・ラップ With Rap)              |      |            | 3:59 |
| 3. | 「ノー・スクラブス No Scrubs」(インストゥルメンタル Instrumental)    |      |            | 3:37 |

| #  | タイトル                                                        | 作詞 | 作曲・編曲 | 時間 |
| -- | --------------------------------------------------------------- | ---- | ---------- | ---- |
| 1. | 「シリー・ホー Silly Ho」(アルバム・ヴァージョン Album Version) |      |            | 4:13 |
| 2. | 「シリー・ホー Silly Ho」(インストゥルメンタル Instrumental)    |      |            | 4:13 |

### マキシシングル
| #  | タイトル                                                             | 作詞 | 作曲・編曲 | 時間 |
| -- | -------------------------------------------------------------------- | ---- | ---------- | ---- |
| 1. | 「ノー・スクラブス No Scrubs」(アルバム・ヴァージョン Album Version) |      |            | 3:37 |
| 2. | 「ノー・スクラブス No Scrubs」(メイン・ミックス Main Mix)            |      |            | 3:59 |
| 3. | 「ノー・スクラブス No Scrubs」(インストゥルメンタル Instrumental)    |      |            | 3:37 |
| 4. | 「シリー・ホー Silly Ho」(アルバム・ヴァージョン Album Version)      |      |            | 4:13 |

### 2010
| #  | タイトル                                                                                        | 作詞 | 作曲・編曲 | 時間 |
| -- | ----------------------------------------------------------------------------------------------- | ---- | ---------- | ---- |
| 1. | 「ノー・スクラブス No Scrubs」(トッド・エドワーズ・ヴォーカル・ミックス Todd Edwards Vocal Mix) |      |            | 7:02 |

## レコーディング・ミュージシャン
出典は
- チリ – リード・ボーカル、バック・ボーカル
- T-ボズ – バック・ボーカル
- レフト・アイ – ラップ
- デブラ・キリングス（英語版） – バック・ボーカル
- キャンディ・バーラス（英語版） – バック・ボーカル
- タメカ・タイニー・ハリス（英語版） – バック・ボーカル
- ケヴィン・ブリッグス（英語版） – MIDI、サウンドデザイン
- カールトン・リーン (Carlton Lynn) – レコーディング・エンジニア
- タイ・ハドソン (Ty Hudson) - アシスタント・レコーディング・エンジニア
- レスリー・ブラスウェイト (Leslie Brathwaite) - ミキシング・エンジニア
- ヴァーノン・マンゴー (Vernon Mungo) - アシスタント・ミキシング・エンジニア
- ハーブ・パワーズ (Herb Powers) - マスタリング・エンジニア

## ミュージック・ビデオ
3人が未来的な宇宙ステーションで、斬新なメイクアップと衣裳で歌う姿が印象的なミュージック・ビデオは、レフト・アイのラップ入りのヴァージョンである。監督はハイプ・ウィリアムスで、メイクアップは、マトゥ・アンダーソン (Mathu Andersen)が担当した。

## リミックス・バージョンのプロデューサー
- メイン・ミックス (Main Mix) - レフト・アイのラップ入りヴァージョン
  - ケヴィン・ブリッグス（英語版） [22]
- トッド・エドワーズ・ヴォーカル・ミックス (Todd Edwards Vocal Mix)
  - トッド・エドワーズ[21]

## チャート記録

### 週間
| チャート(1999)                                                                        | 最高位 |
| ------------------------------------------------------------------------------------- | ------ |
| アメリカ「ホット100・シングルチャート」(Billboard Hot 100)                            | 1      |
| アメリカ「ホットR&B/ヒップホップ・シングルチャート」(Billboard Hot R&B/Hip-Hop Songs) | 1      |
| アメリカ「リズミック・チャート」(Rhythmic (chart))                                    | 1      |
| アメリカ「メインストリーム・トップ40」(Mainstream Top 40)                             | 1      |
| イギリス「全英シングルチャート」(UK Singles Chart)                                    | 3      |
| イギリス「R&Bシングルチャート」(UK R&B Singles and Albums Charts)                     | 3      |
| オーストラリア「ARIAチャート」(ARIA Charts)                                           | 1      |
| スイス「ヒットパレード・シングルチャート」(Swiss Hitparade)                           | 5      |

### 年間
| チャート(1999)                                                           | 位 |
| ------------------------------------------------------------------------ | -- |
| アメリカ「年間ビルボード・ホット・チャート」(Billboard Hot 100)          | 2  |
| アメリカ「年間ビルボード・R&Bチャート」(Billboard Hot R&B/Hip-Hop Songs) | 4  |
| アメリカ「年間リズミック・チャート」(Rhythmic (chart))                   | 1  |
| アメリカ「年間メインストリーム・トップ40」(Mainstream Top 40)            | 6  |

## オールタイム・ランキング
| 出版媒体（国）                               | ランキング名称                                                                      | 位  | 発表年度 |
| -------------------------------------------- | ----------------------------------------------------------------------------------- | --- | -------- |
| ビルボード（米） (Billboard)                 | 最も偉大なガールズグループ・ソングス100 (100 Greatest Girl Group Songs of All Time) | 42  | 2017     |
| ビルボード（米） (Billboard)                 | ホット100・60周年記念オールタイム（1958–2018） (Hot 100 60th Anniversary)           | 344 | 2018     |
| ビルボード（米） (Billboard)                 | ビルボード90年代トップ・ソングス (Billboard's Top Songs of the '90s)                | 56  | 2019     |
| ローリング・ストーン誌（米） (Rolling Stone) | 90年代ベストソング50選 (The 50 Best songs of the 90s)                               | 10  | 2019     |
| ローリング・ストーン誌（米） (Rolling Stone) | 歴代最高の500曲 (The 500 Greatest Songs of All Time)                                | 303 | 2021     |

## 受賞・ノミネート
- 第42回グラミー賞 (42nd Annual Grammy Awards)
  - 最優秀R&Bパフォーマンス賞-デュオ・グループ部門 (Best R&B Performance by a Duo or Group with Vocals)受賞
  - 最優秀R&B楽曲賞 (Best R&B Song)受賞
  - 年間最優秀レコード賞(Record of the Year)ノミネート

- 2000年ソウル・トレイン・ミュージック・アワード (2000 Soul Train Music Awards)
  - 最優秀R&B/ソウル・シングル賞-グループ・バンド・デュオ部門 (Best R&B/Soul Single – Group, Band or Duo)受賞

- 1999年ミュージック・オブ・ブラック・オリジン・アワード (MOBO Awards)
  - 最優秀ビデオ賞 (Best Video)受賞

- 1999年MTV ビデオ・ミュージック・アワード (1999 MTV Video Music Awards)
  - 最優秀グループ・ビデオ賞 (Best Group)受賞
  - 最優秀ヒップホップ・ビデオ賞 (Best Hip Hop Video)ノミネート
  - 最優秀監督賞 (Best Direction)ノミネート
  - 最優秀芸術監督賞 (Best Art Direction)ノミネート
  - 最優秀編集賞 (Best Editing)ノミネート
  - 最優秀視聴者投票ビデオ賞 (Viewer's Choice)ノミネート

## 収録アルバム
- 『ファンメール』(FanMail)（1999年）
- 『Now & Forever: The Hits』(Now & Forever: The Hits)（2003年）
- 『The Very Best of TLC: Crazy Sexy Hits』(The Very Best of TLC: Crazy Sexy Hits)（2007年）
- 『We Love TLC』(We Love TLC)（2009年） - ラップ・バージョンが収録。
- 『プレイリスト: ヴェリー･ベスト･オブ･TLC』(Playlist: The Very Best of TLC)（2009年）
- 『TLC20 ～20thアニヴァーサリー・ヒッツ』(TLC 20: 20th Anniversary Hits)（2013年） - 新たにレコーディングし直したヴァージョンと、1999年-2000年に行われた「ファンメール・ツアー」(FanMail Tour)のライヴ音源が収録。
- 『グレイテスト・20イヤーズ・ヒッツ』(20)（2013年）
- 『TLC』(TLC)（2017年） - デラックス・エディションにリマスタリング音源を収録。

## カバー・アーティスト
出典は
- ドラマ『グリー』のキャスト（2014年） - 『グリー：ザ・ミュージック、ザ・コンプリート・シーズン4』(Glee: The Music, The Complete Season Four)に収録。
- シモレリー（英語版）（2018年） - タイトルは「ナイス・フォー・ホワット/フレンズ/ノー・スクラブス」(Nice For What/Friends/No Scrubs)[38]
- ウィーザー（2019年） - アルバム『ウィーザー』(Weezer)に収録。

## 他の楽曲へのサンプリング
出典は
- カマザジン（英語版）「No Scrubs Freestyle」（2015年）
- クリス・クラック (Chris Crack)「Hug Me Til I Smell Like You」（2018年） - アルバム『Just Gimme a Minute』に収録。
- リル・ビーン (Lil Bean)「BUTTERFLIES」（2012年） - アルバム『CARE PACKAGE 4 THE STREETS』に収録。
- ベイビー・メイン (Baby Mane)「No Love」（2021年）
- K1ddKAMI (K1ddKAMI)「Hold On」（2021年） - アルバム『i like sad girls』に収録。
- Asme (Asme)「Eget Bruk」（2022年） - アルバム『Tusen Flows 2』に収録。
- ラス（英語版）「I Don’t Want Your Number」

## 他の楽曲へのインターポレイト（補間）
出典は
- スポーティ・シーヴズ（英語版）「ノー・ピジョンズ」(No Pigeons)（1999年） - アルバム『ストリート・シネマ』(Street Cinema)に収録。
- ハムザ（英語版）「Mi Gyal」（2017年） - ミックステープ『1994』に収録。
- ドラマ『LUCIFER/ルシファー』のキャスト「Bad to the Bone / No Scrubs」（2021年） - アルバム『Lucifer: Bloody Celestial Karaoke Jam』に収録。
- マライア・アンジェリク（英語版）、バッド・ギャル (Bad Gyal)　& マリア・ベセラ（英語版）「BOBO」（2021年）
- MBNel (MBNel)「All of Me」（2021年） - アルバム『No Hard Feelings』に収録。
- EBK Young Joc (EBK Young Joc)「Find Yourself (TLC Flow) 」（2021年） - アルバム『Nightingale Legend』に収録。
- ベイビー・メイン (Baby Mane)「No Love」（2021年）
- サマー・ウォーカー & アリ・レノックス（英語版）「Unloyal」（2021年） - アルバム『スティル・オーバー・イット』(Still Over It)に収録。
- Nauwái (Nauwái)「Ta Mig Bort」（2022年）